# روابط ارمنستان و عراق
روابط دوجانبه بین ارمنستان و عراق وجود دارد. ارمنستان در بغداد سفارت دارد و عراق در ایروان سفارت دارد. ارمنستان و عراق در سال ۱۹۹۲ پس از فروپاشی اتحاد جماهیر شوروی، روابط دیپلماتیک خود را آغاز کردند. این روابط به‌عنوان یک فرصت برای هر دو کشور به منظور تقویت همکاری‌های سیاسی و اقتصادی تلقی می‌شود.
در سال‌های اخیر، نمایندگان سیاسی و دیپلماتیک از هر دو کشور به‌طور متناوب به دیدار یکدیگر رفته‌اند. این تبادل‌ها شامل سفرهای رسمی و نشست‌های دو جانبه است که به تقویت روابط و افزایش درک متقابل کمک می‌کند.

## تاریخچه
ارمنستان و عراق به دلیل ارتباط باستانی و نزدیکی، روابط عمیقاً تاریخی دارند. ارتباط فرهنگی بین ارمنستان و عراق در زمان ارمنستان باستان و سومری‌ها که در بین‌النهرین سکونت داشتند، قدمت دارد. این روابط زمانی گسترش یافت که ارمنی‌ها شروع به نقل مکان و سکونت در بین‌النهرین کردند، که به یک جامعه قدیمی ارمنی در عراق کمک کرد، جایی که این جامعه در دوره‌های مختلف موفق به رشد و بالندگی شد. پادشاهی ارمنستان روابط گسترده‌ای با مردم بین‌النهرین داشت.
تصور می‌شد که ریشه ارمنی‌ها از بین‌النهرین است که در عراق امروزی قرار دارد. زمانی که نسل‌کشی ارمنی‌ها رخ داد، عراق بخشی از امپراتوری عثمانی بود. بسیاری از ارمنی‌ها توسط ارتش عثمانی به اجبار تبعید، اخراج و قتل‌عام شده بودند، بسیاری از ارمنی‌ها در عراق و کردستان عراق پناه گرفتند. بسیاری از اعراب محلی برای ارمنیان سرپناه و پناهگاه داده بودند، بنابراین از دوران سخت جان سالم به در بردند. پس از فتح ارمنستان توسط اتحاد جماهیر شوروی، روابط ارمنستان با عراق تا سال ۱۹۹۱ به شوروی تغییر یافت.

## روابط رسمی
ارمنستان و عراق پس از اعلام استقلال ارمنستان از اتحاد جماهیر شوروی در سال ۱۹۹۲ روابط خود را برقرار کردند و ارمنستان در سال ۲۰۰۰ سفارت خود را در بغداد افتتاح کرد و عراق همتای خود را یک سال بعد افتتاح کرد. ارمنستان خود با جنگ عراق مخالف بود، اما نیروهایی را برای کمک به مأموریت آمریکایی در این کشور فرستاد.

## نسل‌کشی ارمنی‌ها
تنش‌های پراکنده بین عراق و ترکیه، که دومی دشمن سرسخت ارمنستان است، چندین بار باعث شده است که رهبری عراق، ترکیه را محکوم کند و به دنبال به رسمیت شناختن نسل‌کشی ارمنی‌ها باشد.
رهبری اقلیم کردستان عراق تا حد زیادی این جنایات را محکوم کرده و از طرف مردم کرد از نسل‌کشی مردم ارمنی عذرخواهی کرده بود. در سال ۲۰۱۷، جامعه ارمنی در کردستان عراق به همه‌پرسی و نتایج در کردستان عراق خوش آمد گفت و همچنین در مورد حمایت کردها از ارمنی‌ها در جریان نسل‌کشی اظهار نظر کرد.
در سال ۲۰۱۹، شیخ یوسف النصری، اعضای کمیته عالی دائمی همزیستی و صلح جامعه دولت عراق، و همچنین هیئت روحانیون، خواستار به رسمیت شناختن نسل‌کشی ارمنی‌ها شدند.

## همکاری‌های اقتصادی
عراق یکی از مهم‌ترین شرکای تجاری ارمنستان است. در سال ۲۰۱۶، تجارت بین آنها بیش از ۱۴۰ میلیون دلار بود. تجارت بین ارمنستان و عراق در سال ۲۰۱۶ ۳۰ درصد رشد داشته است.

### حجم تجارت
حجم تجارت بین ارمنستان و عراق به‌طور کلی پایین است. با این حال، در سال‌های اخیر، دو کشور تلاش کرده‌اند تا با برگزاری نمایشگاه‌ها و نشست‌های تجاری، مبادلات تجاری خود را افزایش دهند. محصولات ارمنی شامل مواد غذایی، نوشیدنی‌ها و محصولات صنعتی می‌تواند به بازار عراق وارد شود.

### فرصت‌های سرمایه‌گذاری
عراق به‌عنوان یک کشور با منابع طبیعی غنی، به ویژه نفت و گاز، فرصت‌های سرمایه‌گذاری خوبی را ارائه می‌دهد. ارمنستان می‌تواند در زمینه‌های زیرساختی، فناوری اطلاعات و صنایع غذایی به عراق کمک کند. همچنین، عراق می‌تواند به ارمنستان در زمینه تأمین انرژی و مواد اولیه کمک کند.

## روابط فرهنگی

### تبادل فرهنگی
ارمنستان و عراق دارای تاریخ و فرهنگی غنی هستند. جامعه ارمنی در عراق، که به‌ویژه در بغداد و مناطق دیگر زندگی می‌کند، به‌عنوان یک پل فرهنگی بین دو کشور عمل می‌کند. برگزاری جشنواره‌های فرهنگی، نمایشگاه‌های هنری و تبادل هنرمندان می‌تواند به تقویت این روابط کمک کند.

### آموزش و پژوهش
همکاری‌های آموزشی و پژوهشی نیز می‌تواند یکی از زمینه‌های مهم روابط فرهنگی باشد. تبادل دانشجویان و برگزاری کنفرانس‌ها و سمینارهای علمی می‌تواند به ارتقای سطح علمی و فرهنگی هر دو کشور کمک کند.

## نمایندگی‌های دیپلماتیک مقیم
ارمنستان در بغداد سفارت دارد. سفارت ارمنستان در عراق به‌عنوان نمایندگی دیپلماتیک این کشور در بغداد فعالیت می‌کند. این سفارت نقش مهمی در تقویت روابط سیاسی، اقتصادی و فرهنگی بین ارمنستان و عراق دارد. سفارت ارمنستان در عراق پس از برقراری روابط دیپلماتیک در سال ۱۹۹۲ تأسیس شد. این سفارت به‌عنوان نماینده رسمی ارمنستان در عراق، وظیفه برقراری و تقویت روابط دوجانبه را بر عهده دارد.
عراق در ایروان سفارت دارد. سفارت عراق در ایروان، پایتخت ارمنستان، به‌عنوان نمایندگی دیپلماتیک این کشور در ارمنستان فعالیت می‌کند. این سفارت نقش مهمی در تقویت روابط سیاسی، اقتصادی و فرهنگی بین عراق و ارمنستان دارد.

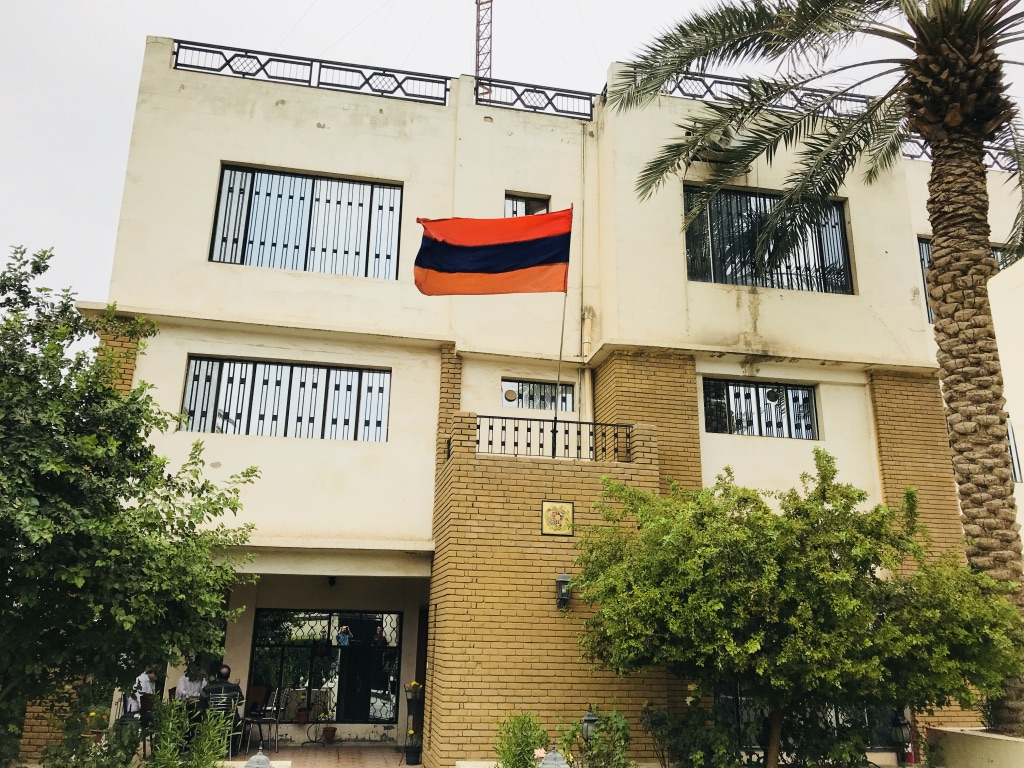
سفارت ارمنستان در بغداد